# Test Kategorii
Test Kategorii – test ten jest najważniejszym składnikiem Baterii Testowej Halsteada-Reitana. Składa się z 208 rysunków, które pokazuje się badanemu. Rysunki te są pogrupowane w siedem serii. Przed badanym umieszcza się cztery przyciski. Zadaniem badanego jest dobranie i naciśnięcie jednego z czterech, właściwego bodźcowi przycisku. Prawidłowe wykonanie tego testu wymaga odgadnięcia lub wykrycia na podstawie prób i błędów zmiennych reguł stanowiących rozwiązanie poszczególnych serii. W czasie danej ekspozycji wolno nacisnąć tylko jeden z przycisków. Wynik testowy stanowi suma błędnych odpowiedzi. Przekroczenie określonej liczby błędnych odpowiedzi wskazuje na organiczne uszkodzenie mózgu, w tym głównie na uszkodzenie płatów czołowych mózgu ludzkiego. 